# 왓퍼드

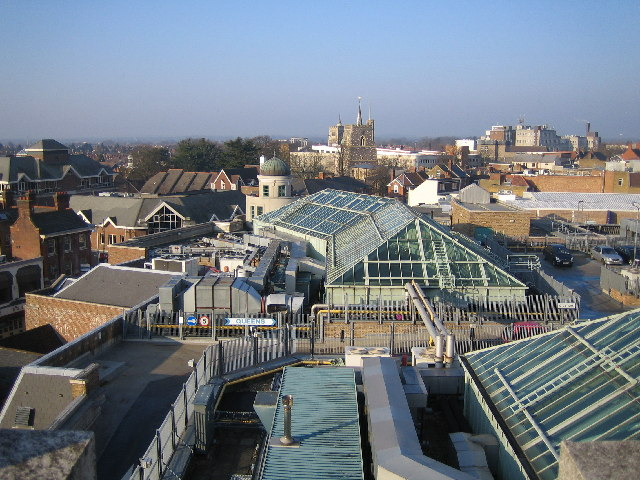
왓퍼드

왓퍼드(Watford)는 잉글랜드 하트퍼드셔주의 도시다. 인구는 90,301명(2011)으로 주에서 가장 많다. 런던에서 시작하여 리버풀과 맨체스터를 경유하여 글래스고까지 이어지는 웨스트코스트 본선이 왓퍼드 정션역을 지난다. 축구단 왓퍼드 FC의 연고지로 유명하다.